# Bulbophyllum microblepharon
Bulbophyllum microblepharon là một loài phong lan thuộc chi Bulbophyllum.